# 臺灣城市歷史人口
- 顏色區分

■ :北部地區
■ :中部地區
■ :南部地區
■ :東部地區
| 排名 | 2020年                 | 2010年                 | 2000年                 | 1990年                        | 1980年                        | 1972年                        | 1958年                       | 1942年                       | 1935年                             | 1920年                          | 1905年                  | 1898年                          | 1875年                                 |
| ---- | ---------------------- | ---------------------- | ---------------------- | ----------------------------- | ----------------------------- | ----------------------------- | ---------------------------- | ---------------------------- | ---------------------------------- | ------------------------------- | ----------------------- | ------------------------------- | -------------------------------------- |
| 1    | 新北市 403萬0954       | 新北市 389萬7367       | 臺北市 264萬6474       | 臺北市 271萬9659              | 臺北市 222萬0427              | 臺北市 189萬0760              | 臺灣省 臺北市 71萬5000       | 臺北州 臺北市 38萬3600       | 臺北州 臺北市 27萬4157             | 臺北州 臺北市 16萬2782          | 台北廳 廳直隸 7萬4415   | 臺南縣 臺南市 4萬7283           | 臺灣府 臺灣縣 府城內 4萬0000           |
| 2    | 臺中市 282萬0787       | 高雄市 277萬3483       | 高雄市 149萬0560       | 高雄市 139萬3160              | 高雄市 120萬2123              | 臺灣省 高雄市 90萬2187        | 臺灣省 高雄市 25萬0000       | 高雄州 高雄市 19萬7897       | 臺南州 臺南市 11萬0816             | 臺南州 臺南市 7萬6560           | 台南廳 廳直隸 5萬0712   | 臺北縣 大加蚋堡 大稻埕 3萬1533  | 臺北府 淡水縣 大加蚋堡 大稻埕 2萬0000  |
| 3    | 高雄市 276萬5932       | 臺中市 264萬8419       | 臺中市 96萬5790        | 臺灣省 臺中市 76萬1802        | 臺灣省 臺中市 59萬3427        | 臺灣省 臺南市 45萬7923        | 臺灣省 臺南市 20萬1000       | 臺南州 臺南市 15萬8689       | 臺北州 基隆市 8萬6897              | 高雄州 高雄郡 高雄街 3萬5053    | 彰化廳 鹿港支廳 1萬9781 | 臺北縣 大加蚋堡 艋舺 2萬3767    | 臺北府 淡水縣 大加蚋堡 艋舺 1萬8000    |
| 4    | 臺北市 260萬2418       | 臺北市 261萬8772       | 臺南市 73萬4650        | 臺灣省 臺南市 68萬3251        | 臺灣省 臺南市 58萬3799        | 臺灣省 臺中市 45萬0221        | 臺灣省 臺中市 18萬8000       | 臺北州 基隆市 10萬7683       | 高雄州 高雄市 8萬5467              | 臺中州 臺中市 2萬4605           | 嘉義廳 廳直隸 1萬9595   | 臺北縣 竹北一堡 新竹街 1萬8528  | 臺灣府 彰化縣 鹿仔港堡 1萬8000         |
| 5    | 桃園市 226萬8807       | 臺南市 187萬3794       | 臺北縣 板橋市 52萬9059 | 臺灣省 臺北縣 板橋市 53萬8954 | 臺灣省 臺北縣 板橋市 40萬3057 | 臺灣省 基隆市 31萬7354        | 臺灣省 基隆市 16萬5000       | 臺南州 嘉義市 10萬2192       | 臺南州 嘉義市 7萬3072              | 臺南州 嘉義郡 嘉義街 2萬3772    | 彰化廳 廳直隸 1萬5528   | 臺南縣 嘉義西堡 嘉義街 1萬7910  | 臺北府 新竹縣 新竹堡 1萬5000           |
| 6    | 臺南市 187萬4917       | 新竹市 41萬5344        | 臺北縣 中和市 39萬8123 | 臺灣省 臺北縣 三重市 37萬5996 | 臺灣省 基隆市 34萬4867        | 臺灣省 臺北縣 三重市 25萬6841 | 臺灣省 新竹縣 新竹市 9萬7600 | 臺中州 臺中市 10萬1272       | 臺中州 臺中市 7萬0069              | 臺北州 基隆郡 基隆街 2萬1804    | 基隆廳 廳直隸 1萬5345   | 臺中縣 馬芝堡 鹿港街 1萬7414    | 臺灣府 嘉義縣 嘉義堡 1萬5000           |
| 7    | 新竹市 45萬1412        | 桃園縣 桃園市 40萬7076 | 基隆市 38萬8425        | 臺灣省 臺北縣 中和市 37萬4339 | 臺灣省 臺北縣 三重市 32萬7001 | 臺灣省 嘉義縣 嘉義市 23萬0923 | 臺灣省 嘉義縣 嘉義市 8萬3400 | 新竹州 新竹市 9萬2692        | 新竹州 新竹市 5萬1025              | 臺中州 彰化郡 鹿港街 1萬9572    | 新竹廳 廳直隸 1萬4889   | 宜蘭廳 本城堡 宜蘭城內 1萬5673  | 臺北府 宜蘭縣 宜蘭堡 1萬1000           |
| 8    | 基隆市 36萬7577        | 基隆市 38萬4134        | 臺北縣 三重市 38萬2266 | 臺灣省 基隆市 35萬2919        | 臺灣省 臺北縣 中和市 26萬1684 | 臺灣省 新竹縣 新竹市 21萬0282 | 臺灣省 臺北縣 三重鎮 6萬8000 | 臺北州 基隆郡 瑞芳街 6萬5397 | 臺中州 彰化市 2萬4817              | 新竹州 新竹郡 新竹街 1萬8325    | 宜蘭廳 廳直隸 1萬4493   | 臺中縣 線東堡 彰化街 1萬3968    | 臺灣府 彰化縣 半線堡 1萬1000           |
| 9    | 嘉義市 26萬6005        | 桃園縣 中壢市 36萬9652 | 臺北縣 新莊市 37萬2175 | 臺灣省 新竹市 32萬4426        | 臺灣省 嘉義縣 嘉義市 25萬2037 | 臺灣省 屏東縣 屏東市 14萬7521 | 臺灣省 屏東縣 屏東市 5萬8700 | 臺中州 彰化市 6萬3033        | 臺中州 彰化郡 鹿港街 2萬3707       | 臺北州 宜蘭郡 宜蘭街 1萬7480    | 阿猴廳 東港支廳 9803    | 臺北縣 基隆堡 基隆街 8360       | 臺灣府 鳳山縣 大竹里 鳳山庄 6000       |
| 10   | 彰化縣 彰化市 23萬1317 | 嘉義市 27萬2390        | 新竹市 36萬8439        | 臺灣省 臺北縣 新莊市 29萬9174 | 臺灣省 新竹縣 新竹市 24萬0900 | 臺灣省 臺北縣 板橋市 14萬5736 | 臺灣省 彰化縣 彰化市 4萬9700 | 高雄州 屏東市 6萬2185        | 臺北州 宜蘭市 2萬1324              | 臺中州 彰化郡 彰化街 1萬7367    | 台南廳 麻豆支廳 9623    | 臺南縣 港東中里 東港街 7624     | 臺灣府 鳳山縣 港東里 5000              |
| 11   | 新竹縣 竹北市 20萬0782 | 彰化縣 彰化市 23萬6614 | 桃園縣 桃園市 32萬8754 | 臺灣省 高雄縣 鳳山市 29萬0777 | 臺灣省 高雄縣 鳳山市 21萬8106 | 臺灣省 桃園縣 中壢市 12萬9661 | 臺灣省 高雄縣 鳳山鎮 4萬0000 | 臺中州 彰化郡 鹿港街 4萬5977 | 高雄州 屏東市 2萬1609              | 高雄州 東港郡 東港街 1萬0019    | 台中廳 廳直隸 8025      | 臺南縣 大槺榔西堡 樸仔腳庄 7506 | 臺灣府 嘉義縣 大槺榔西堡 樸仔腳街 5000 |
| 12   | 屏東縣 屏東市 19萬7647 | 屏東縣 屏東市 21萬1909 | 桃園縣 中壢市 32萬4931 | 臺灣省 桃園縣 中壢市 26萬9804 | 臺灣省 桃園縣 中壢市 20萬7712 | 臺灣省 高雄縣 鳳山市 11萬6558 | 臺灣省 宜蘭縣 宜蘭市 3萬5900 | 臺南州 斗六郡 斗六街 4萬2728 | 臺南州 北港郡 北港街 1萬4979       | 臺南州 曾文郡 麻豆街 9813       | 鹽水港廳 廳直隸 7527    | 臺南縣 大竹里 鳳山城內 6879     | 臺北府 基隆廳 基隆堡 5000              |
| 13   | 彰化縣 員林市 12萬4263 | 桃園縣 平鎮市 20萬7404 | 高雄縣 鳳山市 32萬1707 | 臺灣省 嘉義市 25萬7597        | 臺灣省 臺北縣 永和市 20萬5313 | 臺灣省 桃園縣 桃園市 10萬8236 | 臺灣省 花蓮縣 花蓮市 3萬2200 | 臺中州 員林郡 員林街 4萬1481 | 花蓮港廳 花蓮支廳 花蓮港街 1萬4939 | 高雄州 屏東郡 屏東街 8572       | 嘉義廳 樸仔腳支廳 7274  | 臺南縣 鹽水港堡 鹽水港街 6432   | 臺灣府 臺灣縣 鹽水港堡 5000            |
| 14   | 雲林縣 斗六市 10萬8677 | 桃園縣 八德市 17萬7116 | 臺北縣 新店市 26萬8290 | 臺灣省 臺北縣 永和市 24萬9736 | 臺灣省 屏東縣 屏東市 18萬7383 | 臺灣省 彰化縣 彰化市 10萬5972 | 臺灣省 臺南縣 新營鎮 3萬2100 | 臺中州 豐原郡 豐原街 4萬0040 | 臺南州 曾文郡 麻豆街 1萬3624       | 臺南州 北港郡 北港街 8703       | 鳳山廳 打狗支廳 7106    | 臺南縣 大慷榔堡 北港街 6314     | 臺灣府 嘉義縣 大槺榔東頂堡 北港街 5000 |
| 15   | 臺東縣 臺東市 10萬4803 | 桃園縣 楊梅市 15萬1076 | 嘉義市 26萬6183        | 臺灣省 桃園縣 桃園市 24萬1263 | 臺灣省 彰化縣 彰化市 18萬1359 | 臺灣省 臺北縣 永和鎮 10萬3166 | 臺灣省 桃園縣 桃園鎮 3萬2040 | 花蓮港廳 花蓮港市 3萬9813    | 高雄州 東港郡 東港街 1萬2780       | 臺中州 東勢郡 東勢街 8281       | 台中廳 東勢角支廳 6715  | 臺北縣 大加蚋堡 臺北城內 5921   | 臺灣府 臺灣縣 效忠 5000                |
| 16   | 苗栗縣 頭份市 10萬4441 | 桃園縣 蘆竹鄉 14萬1615 | 臺北縣 土城市 23萬0208 | 臺灣省 臺北縣 新店市 22萬5517 | 臺灣省 桃園縣 桃園市 17萬9214 | 臺灣省 臺北縣 新店鎮 9萬9962  | 臺灣省 桃園縣 中壢鎮 3萬1450 | 臺中州 大甲郡 清水街 3萬9318 | 臺中州 豐原郡 豐原街 1萬1415       | 臺南州 東石郡 朴子街 7276       | 斗六廳 北港支廳 6575    | 臺北縣 芝蘭三堡 滬尾街 5863     |                                        |
| 17   | 花蓮縣 花蓮市 10萬2539 | 新竹縣 竹北市 14萬0689 | 彰化縣 彰化市 22萬9915 | 臺灣省 彰化縣 彰化市 21萬5224 | 臺灣省 臺北縣 新莊市 17萬8019 | 臺灣省 臺北縣 中和鄉 9萬3819  | 臺灣省 臺東縣 臺東鎮 2萬9800 | 臺北州 宜蘭市 3萬8909        | 臺中州 東勢郡 東勢街 1萬0951       | 臺中州 豐原郡 豐原街 7217       | 鳳山廳 廳直隸 6135      | 臺中縣 東螺西堡 北斗街 5581     |                                        |
| 18   | 南投縣 南投市 9萬9081  | 桃園縣 龜山鄉 13萬8413 | 臺北縣 永和市 22萬8099 | 臺灣省 屏東縣 屏東市 21萬0801 | 臺灣省 臺北縣 新店市 16萬6423 | 臺灣省 花蓮縣 花蓮市 9萬2733  | 臺灣省 臺中縣 豐原鎮 2萬9720 | 臺中州 南投郡 草屯街 3萬5157 | 臺南州 東石郡 朴子街 1萬0340       | 臺南州 虎尾郡 西螺街 6931       | 台中廳 葫蘆墩支廳 5674  | 臺北縣 海山堡 新莊街 5148       |                                        |
| 19   | 南投縣 草屯鎮 9萬7489  | 彰化縣 員林鎮 12萬5623 | 屏東縣 屏東市 21萬5282 | 臺灣省 臺中縣 豐原市 15萬1642 | 臺灣省 臺中縣 豐原市 12萬6658 | 臺灣省 臺中縣 豐原鎮 8萬3794  | 臺灣省 彰化縣 鹿港鎮 2萬6400 | 臺中州 能高郡 埔里街 3萬5110 | 臺中州 員林郡 員林街 1萬0034       | 臺北州 淡水郡 淡水街 5956       | 台北廳 滬尾支廳 5504    | 臺中縣 捒東上堡 葫蘆墩街 4670   |                                        |
| 20   | 新竹縣 竹東鎮 9萬7100  | 桃園縣 龍潭鄉 11萬5526 | 臺南縣 永康市 19萬7194 | 臺灣省 桃園縣 平鎮市 14萬7030 | 臺灣省 臺東縣 臺東市 11萬0946 | 臺灣省 苗栗縣 苗栗鎮 7萬1126  | 臺灣省 宜蘭縣 羅東鎮 2萬5900 | 臺南州 曾文郡 麻豆街 3萬3783 | 高雄州 鳳山郡 鳳山街 9793          | 花蓮港廳 花蓮支廳 花蓮港街 5755 | 嘉義廳 西螺支廳 5345    | 臺南縣 效忠里 安平街 4355       |                                        |

## 說明
此表上的名稱已盡量讓地名配合年代，即盡量符合當時對當地的稱呼。每個地名連結到的條目，除非有詳介當時當地的條目（例如：大稻埕、艋舺）才直接連結之，否則大多連結到的條目為當時當地所對應的今日城市或地方；1945年進入民國時期之後，以擁有自治法人地位的行政區作為單一區域標準。